# HKU (métro de Hong Kong)
Pour les articles homonymes, voir HKU.

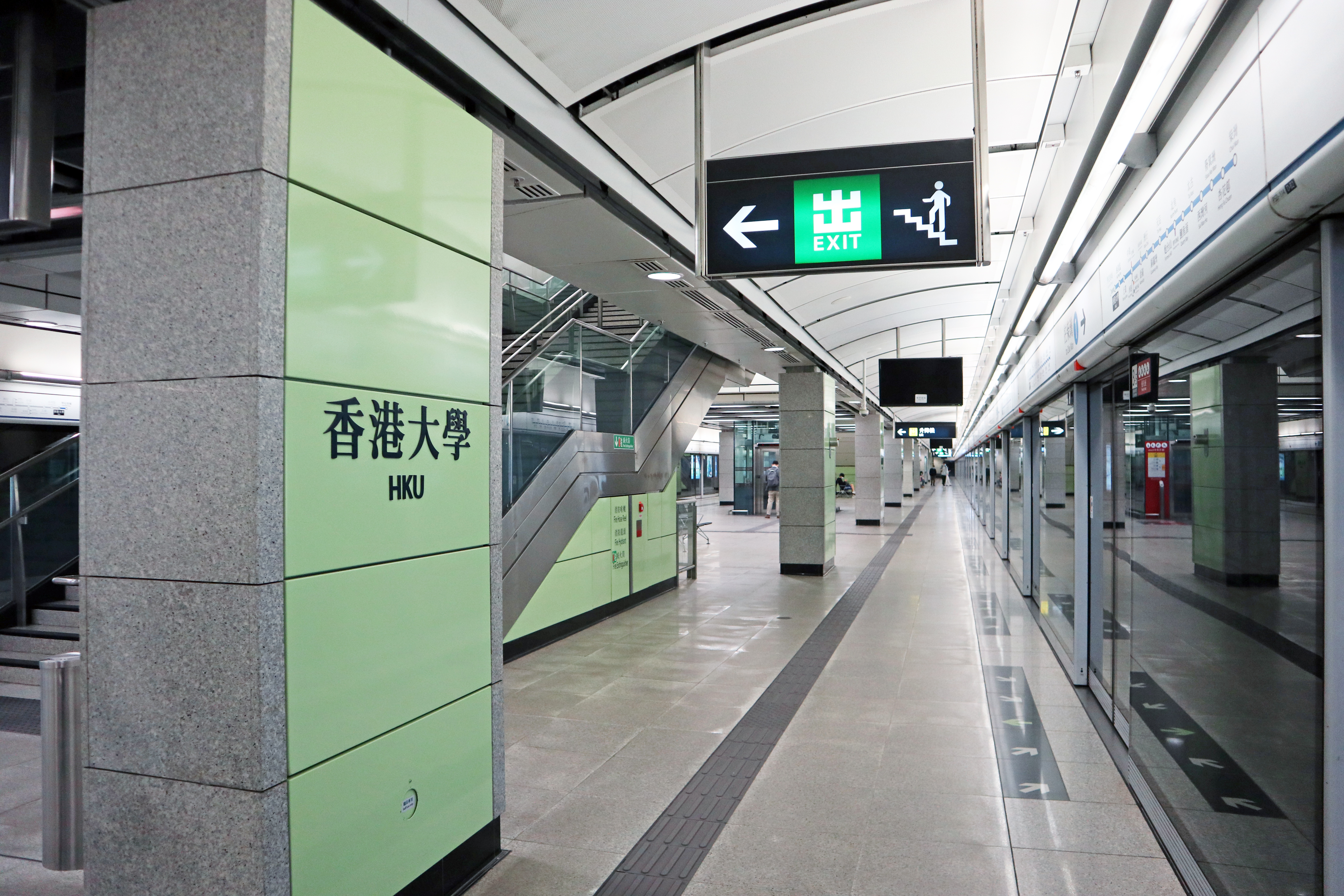
Rame M-Train à quai vers Chai Wan.

La station Hong Kong University (HKU) (chinois simplifié : 香港大学 ; chinois traditionnel : 香港大學) est une station de la Island Line du métro de Hong Kong. Elle doit son nom à l'université de Hong Kong.
Cette station fut ouverte lors du prolongement de la ligne de Sheung Wan à Kennedy Town, en 2016.